# Mehrfamilienhaus Wendtstraße 10 bis 12
Das Mehrfamilienhaus Wendtstraße 10 bis 12 in der niedersächsischen Kreisstadt Cuxhaven-Döse im Landkreis Cuxhaven stammt vom ersten Drittel des 20. Jahrhunderts.
Aktuell (2024) wird es durch Wohnungen genutzt.
Das Gebäude steht unter Denkmalschutz (siehe auch Liste der Baudenkmale in Cuxhaven).

## Geschichte und Beschreibung
Eine Gruppe von drei- bis viergeschossigen Wohnbauten in Backstein entstand von 1927 bis 1929 beidseitig der Wendtstraße und um einen südlichen Platz.
Das dreigeschossige traufständige verklinkerte Eckgebäude mit ziegelgedecktem Walmdach und einem Dachhaus wurde 1927/28 nach Plänen des Architekten Achmet Steinmetz für die Bauhütte Cuxhaven (Geschäftsführer Karl Olfers) gebaut. Die Fassade wurde gestaltet durch Steinbänder unterhalb der Fenster und zwischen den Fenstern im 3. OG, Gesimse, Eckausbildung mit verschränkt versetzten Steinen sowie der spitzwinklig steinernen vortretenden Eingangsrahmen.
Das Landesdenkmalamt befand u. a.: „… in der Grundgestaltung konventionell konzipiert sind, dabei aber wieder expressionistische Details aufweisen …“
Der Architekt Steinmetz entwarf in Cuxhaven u. a. auch das Mehrfamilienhaus Wendtstraße 14, die Villa Gehben, das Eckhaus Nordersteinstraße/Holstenstraße, die Schule Groden, die Einfamilienhäuser Papenstraße 145 und Wißmannstraße 8 sowie mehrere Fischhallen am Hafen.